# Kylah Day
Kylah Jaymee Day (nacida c. 1998) es una actriz y modelo australiana.

## Educación y primeros años
Kylah Jaymee Day es una mujer indígena australiana de ascendencia noongar, húngara y montenegrina.
Asistió a Lilydale High School, en el suburbio exterior de Melbourne en Lilydale. Cuando estaba en el año 12, ganó el primer lugar conjunto en un concurso de fotografía en julio de 2020 y el premio Principal's Choice Award en el Concurso de Artes de octubre de la escuela.

## Carrera
Cuando todavía era estudiante de secundaria en 2015, se inscribió en IMG Models Australia cuando audicionó para "Next Top Model". A la edad de 20 años, era una modelo exitosa y apareció en la Semana de la Moda de Melbourne de 2018, y continúa modelando a 2024. También ha trabajado como cantante y bailarina.
En 2020 interpretó a Lucy en la serie de aventuras infantiles Itch de ABC de 2020 de 10 capítulos, dirigida por Renée Webster y Nicholas Verso y filmada en Australia Occidental.
En agosto de 2022, Day hizo su debut teatral como Cass, junto a Lisa Maza en la obra Ngadjung del dramaturgo de Canberra Dylan Van Den Berg, encargada por el Belconnen Arts Center y codirigida por Rachael Maza.
Interpretó a Jill Manderson en dos episodios del drama de Stan de 2023, Scrublands.
Day interpreta a Sharnie Kennedy en la próxima serie dramática de Netflix Territory.

## Filmografía

### Televisión
| Año       | Título         | Papel           | Notas        |
| --------- | -------------- | --------------- | ------------ |
| 2020-2021 | Itch           | Lucy            | 20 episodios |
| 2023      | Crazy Fun Park | Influencer      | 1 episodio   |
| 2023      | Scrublands     | Jill            | 2 episodios  |
| 2024      | Desert King    | Sharnie Kennedy | 6 episodios  |

## Teatro
- Ngadjung (2022)